# Doctor Who (2.ª temporada)
A nova segunda temporada do programa de televisão britânico de ficção científica Doctor Who começou em 25 de dezembro de 2005 com o especial de Natal "The Christmas Invasion". Após o especial, uma série regular de treze episódios foi transmitida, iniciando-se com "New Earth" em 15 de abril de 2006 e encerrando-se em "Doomsday" em 8 de Julho do mesmo ano. Além disso, dois curtos episódios especiais foram produzidos; o mini-episódio para o Children in Need e uma aventura interativa gravado para a televisão digital após a transmissão de "The Christmas Invasion", disponível online no site oficial de Doctor Who.
Esta é a primeira temporada a apresentar David Tennant como a décima encarnação do Doutor, um alienígena Senhor do Tempo que viaja através do tempo e espaço em sua TARDIS, que parece ser uma caixa de polícia britânica do lado de fora. Ele continua a viajar com sua companheira Rose Tyler (Billie Piper), com quem tem se conectado cada vez mais e são eternamente separado no final da história. Viajam também brevemente com o namorado de Rose - Mickey Smith (Noel Clarke) - e Camille Coduri reprisa seu papel como mãe de Rose.
A segunda temporada abrangeu um arco de história solto em torno da palavra "Torchwood", que apareceu pela primeira vez no episódio de 2005 “Bad Wolf”. A mitologia de Torchwood é construída em toda a série: em "The Christmas Invasion" é revelado ser uma organização secreta que possui tecnologia alienígena. Já sua criação é mostrada em "Tooth and Claw". Sua versão mais contemporânea é finalmente visitada pelo Doutor e Rose em "Army of Ghosts"/"Doomsday", altura em que está situado dentro do complexo Canary Wharf em Londres. Acidentalmente, acabam por permitir a invasão dos Cybermen e, posteriormente, os Daleks. O Doutor e Rose são forçosamente separados por estes eventos, que levam ao aprisionamento de Rose dentro de um Universo Paralelo.
O Doutor e Rose são indiretamente responsáveis pela sua separação; seu desfrute dos acontecimentos em "Tooth and Claw" horroriza a Rainha Vitória e leva ao estabelecimento de Torchwood. Mais de um século depois, ações tolas do instituto são resolvidas à custa do Doutor e de Rose.
"É involuntario quando isso acontece... e eles pagam o preço: em “Tooth and Claw” acabam por montar a mesma coisa - Torchwood - que separariam-nos no fim. É uma espécie de sua própria culpa", contou Russell T Davies.

## Elenco

### Protagonistas
- David Tennant como Décimo Doutor (14 episódios)

- Billie Piper como Rose Tyler (13 episódios)

### Antagonistas
- Anthony Head como Mr Fincy (2 episódios)
- Zoë Wanamaker como Lady Cassandra (1 episódio)
- Roger Lloyd Pack como John Lumic (1 episódio)

### Convidados
- Tracy-Ann Oberman como Yvonne Hartman (1 episódio)

- Joan Benoit como Angela Price (1 episódio)

- Elisabeth Sladen como Sarah Jane Smith (1 episódio)
- Sophia Myles como Madame de Pompadour (1 episódio)
- Penelope Wilton como Harriet Jones (1 episódio)
- Pauline Collins como Rainha Vitória (1 episódio)
- Marc Warren como Elton Pope (1 episódio)
- Noel Clarke como Mickey Smith (8 episódios)
- Camille Coduri como Jackie Tyler (7 episódios)
- Shaun Dingwall como Peter Tyler (3 episódios)

- John Leeson como K-9 (voz) (1 episódio)
- Catherine Tate como Donna Noble (1 episódio)

## Episódios
| Especial |    |                                                   |               |                  |                        |      |      |    |
| 167 | —  | "The Christmas Invasion" "A Invasão do Natal"     | James Hawes   | Russell T Davies | 25 de dezembro de 2005 | 2.X  | 9,84 | 84 |
| É Natal , mas há pouco motivo para celebração, pois o planeta Terra é invadida por alienígenas conhecidos como Sycorax. Cabe a Rose e ao recém-regenerado Doutor salvar a humanidade, com um pouco da ajuda de seu namorado Mickey e sua mãe Jackie.                                                                                   |    |                                                   |               |                  |                        |      |      |    |
| Temporada |    |                                                   |               |                  |                        |      |      |    |
| 168 | 1  | "New Earth" "Nova Terra"                          | James Hawes   | Russell T Davies | 15 de abril de 2006    | 2.1  | 8,62 | 85 |
| O Doutor e Rose embarcam na TARDIS para novas aventuras no tempo e no espaço. Mas quando eles visitam o novo lar da humanidade, distante no futuro, eles descobrem segredos terríveis escondidos dentro de um hospital de luxo. E um inimigo para eles morto há muito tempo, a finíssima Cassandra, quer vingança…                     |    |                                                   |               |                  |                        |      |      |    |
| 169 | 2  | "Tooth and Claw" "Dente e Garra"                  | Euros Lyn     | Russell T Davies | 22 de abril de 2006    | 2.2  | 9,24 | 83 |
| Em 1879, na Escócia, o Doutor e Rose tem de atender a rainha Victoria . No entanto, um grupo de monges guerreiros tem planos sinistros para a monarca, e a lua cheia está prestes a convocar uma criatura lendária. |    |                                                   |               |                  |                        |      |      |    |
| 170 | 3  | "School Reunion" "Reunião Escolar"                | James Hawes   | Toby Whithouse   | 29 de abril de 2006    | 2.3  | 8,31 | 85 |
| O Doutor investiga uma escola na Londres contemporânea, que está sendo ameaçada por estranhas criaturas noturnas. Na escola, O Doutor encontra sua velha amiga, Sarah Jane Smith, já trabalhando disfarçado. Ambos têm contas antigas que devem acertar, e Rose descobre o verdadeiro legado de ser companheira de um Senhor do Tempo. |    |                                                   |               |                  |                        |      |      |    |
| 171 | 4  | "The Girl in the Fireplace" "A Garota na Lareira" | Euros Lyn     | Steven Moffat    | 6 de maio de 2006      | 2.4  | 7,90 | 84 |
| O Doutor encontra o amor - e androides maus - na França do século 18. Madame de Pompadour está sendo perseguida por um estranho chamado de o Doutor. Ele pode salvá-la dos assassinos mecânicos? |    |                                                   |               |                  |                        |      |      |    |
| 172a | 5  | "Rise of the Cybermen" "A Ascensão dos Cyborgues" | Graeme Harper | Tom MacRae       | 13 de maio de 2006     | 2.5  | 9,22 | 86 |
| A TARDIS está presa em uma Terra paralela, e Rose descobre que seu pai ainda está vivo. Mas forças sinistras estão trabalhando, e a sociedade britânica está sendo preparada para a Atualização Definitiva. Enquanto isso, um velho inimigo do Doutor está prestes a renascer ...                                                      |    |                                                   |               |                  |                        |      |      |    |
| 172b | 6  | "The Age of Steel" "A Era do Aço"                 | Graeme Harper | Tom MacRae       | 20 de maio de 2006     | 2.6  | 7,63 | 86 |
| Os Cyborgues assumem o controle de Londres e iniciam a conversão da população. Enquanto Jackie cai sob o controle de Lumic, o Doutor, Rose e Mickey são reduzidos a fugitivos em um mundo de terror. Por fim, um ataque desesperado na Cyberfábrica é sua única chance - mas será que eles sobreviverão?                               |    |                                                   |               |                  |                        |      |      |    |
| 173 | 7  | "The Idiot's Lantern" "A Lanterna dos Idiotas"    | Euros Lyn     | Mark Gatiss      | 27 de maio de 2006     | 2.7  | 6,76 | 84 |
| É 1953, ano da coroação da Rainha Elizabeth II, e o povo da Grã-Bretanha se amontoa em volta às televisões e aparelhos de rádio para testemunhar o grande acontecimento. Contudo, por trás das celebrações, há rumores de monstros nas ruas, e o atormentado Sr. Magpie está escondendo um segredo estranho e alienígena...            |    |                                                   |               |                  |                        |      |      |    |
| 174a | 8  | "The Impossible Planet" "O Planeta Impossível"    | James Strong  | Matt Jones       | 3 de junho de 2006     | 2.8  | 6,32 | 85 |
| Rose se encontra mais longe de casa do que nunca, na órbita de um buraco negro. Presa em uma expedição da Terra com os misteriosos Ood, os viajantes do tempo enfrentam um perigo ainda maior, quando algo antigo sob a superfície do planeta começa a despertar.                                                                      |    |                                                   |               |                  |                        |      |      |    |
| 174b | 9  | "The Satan Pit" "O Abismo do Demônio"             | James Strong  | Matt Jones       | 10 de junho de 2006    | 2.9  | 6,08 | 86 |
| Rose enfrenta os numerosos Ood assassinos, e o Doutor vê todas as suas crenças serem desafiadas em sua essência, enquanto o poço o chama. Com o planeta ameaçando cair no Buraco Negro, o Doutor deve fazer um último sacrifício - mas ele pode salvar o universo inteiro da Besta?                                                    |    |                                                   |               |                  |                        |      |      |    |
| 175 | 10 | "Love & Monsters" "Amor e Monstros"               | Dan Zeff      | Russell T Davies | 17 de junho de 2006    | 2.10 | 6,66 | 76 |
| Um homem comum chamado Elton se torna obcecado pelo Doutor, Rose e sua misteriosa cabine azul. Mas quando as investigações de Elton trazem-lo à atenção do enigmático, frio e poderoso Victor Kennedy, seu passatempo inofensivo, de repente, coloca-o em um pesadelo.                                                                 |    |                                                   |               |                  |                        |      |      |    |
| 176 | 11 | "Fear Her" "Tenha Medo Dela"                      | Euros Lyn     | Matthew Graham   | 24 de junho de 2006    | 2.11 | 7,14 | 83 |
| Quando a TARDIS pousa em 2012, o Doutor pretende mostrar a Rose as Olimpíadas de Londres. Mas em um conjunto habitacional próximo, uma mãe desesperada esconde os poderes sobrenaturais de sua filha. O Doutor pode abater o perigo que paira no coração de uma família britânica ordinária?                                           |    |                                                   |               |                  |                        |      |      |    |
| 177a | 12 | "Army of Ghosts" "O Exército de Fantasmas"        | Graeme Harper | Russell T Davies | 1 de julho de 2006     | 2.12 | 8,19 | 86 |
| A raça humana se alegra quando fantasmas de entes queridos voltam para casa, nesta aventura do viajante do tempo favorito da nação. Mas, enquanto o Doutor, Rose e Jackie investigam a Torre Torchwood, toda a Terra corre o risco de sucumbir a uma força de invasão onipotente.                                                      |    |                                                   |               |                  |                        |      |      |    |
| 177b | 13 | "Doomsday" "O Juízo Final"                        | Graeme Harper | Russell T Davies | 8 de julho de 2006     | 2.13 | 8,22 | 89 |
| Uma jornada épica chega ao fim quando dois exércitos poderosos travam uma guerra por toda a Terra, com a raça humana presa no meio. Contudo, quando um terror infreável surge sob Torchwood, o Doutor enfrenta um dilema ainda maior - salvar o mundo significará a morte de Rose Tyler?                                               |    |                                                   |               |                  |                        |      |      |    |

### Episódios suplementares
O especial para o Children in Need e um episódio interativo, intitulado "Atack of the Graske", foram ambos produzidos ao longo das gravações. Uma série de 13 TARDISODEs também foi rodada. Estes mini-episódios (cerca de 60 segundos de duração) serviram como prequela a cada episódio em 2006, e estavam disponíveis para baixar em telefones móveis. Pode ser visualizado no site oficial de Doctor Who. Os TARDISODEs foram registrados de forma intermitente (intercalado por intervalos) de 31 de Janeiro  a 8 de Abril de 2006. 
| Título | Dirigido por | Escrito por      | Transmissão original                    | Código de produção | Espectadores no Reino Unido (em milhões) |
| --- | ------------ | ---------------- | --------------------------------------- | ------------------ | ---------------------------------------- |
| "Doctor Who: Children in Need"                                                                                              | Euros Lyn    | Russell T Davies | 18 de novembro de 2005                  | CIN                | 10,8                                     |
| Mini-episódio de 7 minutos como parte do apelo Children in Need de 2005 para as crianças de caridade.                       |              |                  |                                         |                    |                                          |
| "Attack of the Graske" | Ashley Way   | Gareth Roberts   | 25 de dezembro de 2005                  | —                  | N/A                                      |
| A raça humana está em perigo de ser substituído por alienígenas. Apenas o companheiro do Doutor (espectador) pode detê-los. |              |                  |                                         |                    |                                          |
| Tardisodes | Ashley Way   | Gareth Roberts   | 1 de abril de 2006 – 1 de julho de 2006 | —                  | N/A                                      |
| Mini-episódios de um minuto que acompanharam a série de 2006, servindo como uma prequela para cada aventura.                |              |                  |                                         |                    |                                          |

## Produção

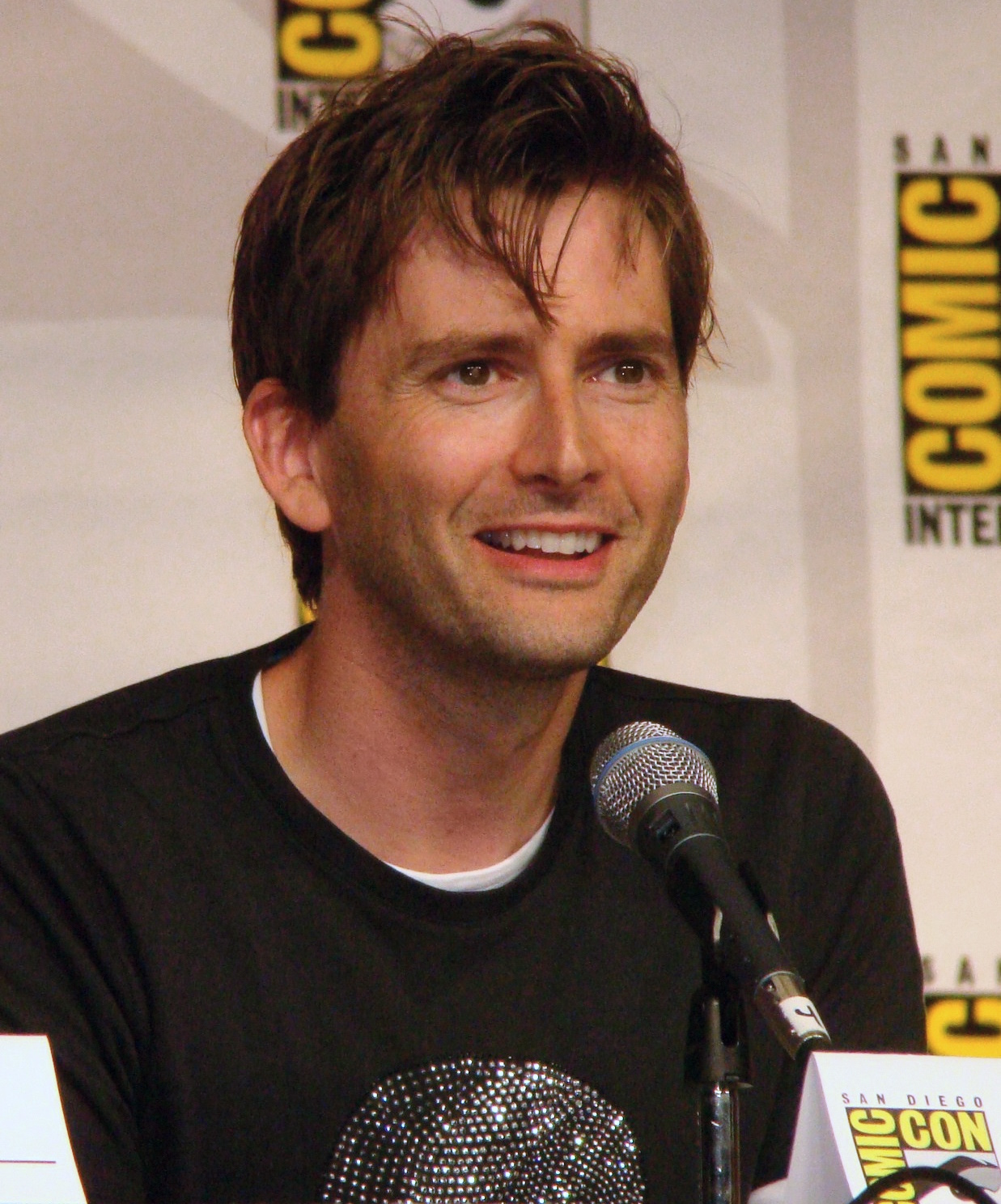
David Tennant foi o sucessor de Christopher Eccleston como o Doutor ápos a 1.ª série.

Após o sucesso do episódio de abertura na primeira série, a BBC anunciou em 30 de março de 2005 que Doctor Who tinha sido renovada para a sua segunda série assim como um especial de Natal. As gravações do especial de Natal começaram em julho de 2005, com a produção da série em si iniciada em 01 de agosto de 2005 e concluida em 31 de março de 2006.
Novos escritores para o show incluiram Toby Whithouse, criador da aclamada comedia dramatica "No Angels" para o Channel 4, Tom MacRae, criador da série "Mile High" para o canal britânico Sky1, Matt Jones, um prolífero editor de script e produtor, e Matthew Graham, co-criador da série de ficção científica da BBC "Life on Mars". Escritores anteriores como Mark Gatiss, Steven Moffat e Russell T Davies também contribuíram para a série, com Davies continuando a agir como escritor principal e produtor executivo. Phil Collinson produz todos os episódios, com Julie Gardner como produtora executiva. A série foi dirigida por James Hawes, Lyn Euros, James Strong, Zeff Dan e Graeme Harper, que já filmou episódios do funcionamento original para o programa.

### Blocos de Produção
| Bloco | Episódio                                                              | Dirigido por         | Escrito por                                      | Código            |
| ----- | --------------------------------------------------------------------- | -------------------- | ------------------------------------------------ | ----------------- |
| 1     | "The Christmas Invasion" "School Reunion" "New Earth"                 | James Hawes          | Russell T Davies Toby Whithouse Russell T Davies | 2.X 2.3 2.1       |
| 2     | "Tooth and Claw" "The Girl in the Fireplace"                          | Euros Lyn            | Russell T Davies Steven Moffat                   | 2.2 2.4           |
| 3     | "Rise of the Cybermen" "The Age of Steel" "Army of Ghosts" "Doomsday" | Graeme Harper        | Tom MacRae Russell T Davies                      | 2.5 2.6 2.12 2.13 |
| 3     | "Doctor Who: Children in Need" "Attack of the Graske"                 | Euros Lyn Ashley Way | Russell T Davies Gareth Roberts                  | CIN -             |
| 4     | "The Idiot's Lantern" "Fear Her"                                      | Euros Lyn            | Mark Gatiss Matthew Graham                       | 2.7 2.11          |
| 5     | "Love & Monsters"                                                     | Dan Zeff             | Russell T Davies                                 | 2.10              |
| 6     | "The Impossible Planet" "The Satan Pit"                               | James Strong         | Matt Jones                                       | 2.8 2.9           |